# ملاك النصر (تمثال)
ملاك النصر  هو تمثال نحته الفنان اللندني المولد كوير دي ليون ماكارثي (1881-1979)، نصّب التمثال في محطة وندسور في مونتريال في كيبك، كندا. تم تنصيبه عام 1922 تكريماً لـ1116 من عمال شركة سكك حديد المحيط الهادي الكندية الذين لقوا مصرعهم في الحرب العالمية الأولى.
نقش النص التالي على قاعدة التمثال: «إحياءً لذكرى أولئك الذين خدموا في شركة سكك حديد المحيط الهادي الكندية، الذين لبّوا دعوة الملك والبلاد، تركوا كل ما هو عزيز عليهم، وواجهوا الخطر وماتوا رجالاً عن طريق الواجب والتضحية بالنفس ليعيش الآخرون بحرية. فليرَ أولئك القادمون لاحقاً لرؤيته أن أسماءهم لن تُنسى. 1914-1918 1939-1945».